# Wreckless : Mission Yakusas
Wreckless : Mission Yakuza est un jeu vidéo de course développé par Bunkasha Games et édité par Activision, sorti en Europe le 14 mars 2002 sur Xbox, puis le 15 novembre 2002 sur PlayStation 2 et GameCube. C'était un des jeux de lancement de la Xbox en Europe. Ayant été développé spécifiquement pour cette console, le jeu affichait des graphismes exceptionnels pour l'époque. Les versions GameCube et PlayStation 2, inférieures graphiquement et souffrant de problèmes techniques, reçurent un accueil plus sévère de la critique et firent de mauvaises ventes.

## Système de jeu
L'action du jeu se passe à Hong Kong. Le joueur doit y effectuer diverses missions, en incarnant au choix une unité de police corrompue qui essaie de contrer les opérations rivales des Yakuzas, ou un duo d'espions engagés pour éliminer Tiger Takagi, le chef des Yakuzas.